# Йофиил
Архангел Йофиил (на иврит: יופיאל – „красота Божия“) е един от архангелите в юдейската и християнската ангелология. Този архангел не е известен в каноничните текстове на Библията и е известно от юдейските предания.
В християнските предания Архангел Йофиил се смята за ангела, който изгонил Адам и Ева от рая и е поставен да охранява дървота на познанието на доброто и злото .